# Široka Kula
Široka Kula falu Horvátországban Lika-Zengg megyében. Közigazgatásilag Gospićhoz tartozik.

## Fekvése
Gospićtól 11 km-re északkeletre a Likai karsztmezőn, a 25-ös számú főút mentén, a Lika partján fekszik.

## Története
Široka Kulát a török uralom előtti időkben Široki Turanjnak nevezték. Itt volt egykor a likai zsupánság székhelye a likai terület legnagyobb várával. Róla kapta a falu is nevét, mely magyarul széles tornyot jelent. E vidéket 1527-ben foglalta el a török és szandzsák székhelyévé tette. Ebben nemcsak a vár erőssége, hanem stratégiai szempontból kedvező fekvése is szerepet játszott. Široka Kula közelében egy másik vár is állt, Grebenar vára egy nagyméretű kolostorral. A kolostorhoz templom is tartozott, melynek gótikus falai és mozaikpadlójának maradványai még a múlt század közepén is láthatók voltak. 1651-ben Zrínyi Péter Široka Kulánál verte meg a törököt. Területe csak 1689-ben szabadult fel a több mint 160 évi török megszállás alól. A felszabadulás után Široka Kula a likai határőrezred 12. századának parancsnoki székhelye lett. 1766-ban házat építettek a parancsnokság számára. Široka Kulán a várral szemben 1734-ben építették fel a Szent Mátyás templomot, mely 1769-ben és 1942-ben is leégett, végül 1945-ben lebontották. Plébániáját 1816-ban alapították. 1834-ben megnyílt a település első iskolája. Az akkori Široka Kulán 175 ház állt, melyekben 1966-an laktak, közülük 1435 görögkeleti, 531 római katolikus volt. A görögkeleti hívek számára a településen külön parókia létesült. A régi templomot 1891 nyarán lebontották, 1891 és 1892 között felépítették az Istenanya Mennybevétele templomot, amely 1941/42-ben leégett és 1948-ban lebontották. A falunak 1857-ben 2312, 1910-ben 3050 lakosa volt. A trianoni békeszerződés előtt Lika-Korbava vármegye Gospići járásához tartozott. 1900 és az I. világháború között többen vándoroltak ki Amerikába. Ezt követően előbb a Szerb-Horvát-Szlovén Királyság, majd Jugoszlávia része lett. A lakosság száma azóta folyamatosan csökken.
1991-ben lakosságának közel kétharmada szerb, egyharmada horvát volt. 1991. október 13-án a szerbek Široka Kula és Bukovac negyven polgári lakosát mészárolták le, közülük harmincnégy široka kulai volt. A lakosság megpróbáltatásai azután kezdődtek, hogy a helyi szerbek választás elé állították a horvátokat vagy elmenekülnek, vagy vállalják a következményeket. A JNA egységei erre már ellátták őket automata és félautomata fegyverekkel. A feszültség augusztus 29-én tovább fokozódott. Ekkor a szerbek gyalogsági fegyverekből és aknavetőkből lőni kezdték a horvát polgári lakosságot. A támadások különösen éjjel fokozódtak. Az ott maradtaknak megtiltották, hogy házaikat háromszáz méteres körön túl elhagyják. A gyakorlatban azonban ez a kör a házból való kimenetelt jelentette, még az állatokat sem tudták etetni. A fenyegetésnek a házak tetejének vagy az ablakok lövésével adtak nyomatékot. Állandó rettegésben tartották őket. Október 13-án délután a szerb fegyveresek megparancsolták a horvát civileknek hogy menjenek „óvóhelyre”. Ezen a napon tanúk látták ahogy a helyi szerbek a környékbeli szerbekkel együtt alaposan felfegyverkeznek. Minden szerb fegyverben és egyenruhában volt még a nők is. A horvátok egy részét két házba zárták, amely szintén horvátoké volt, majd gránátokkal felgyújtották őket. A legfiatalabb áldozat tizenhárom egyéves kislány volt. Egy csoport horvát civilt 11 főt az egyik ház pincéjébe hajtottak, melyet később szintén felgyújtottak. Egy csoport bement a pincébe és közéjük lőtt nyolcat megölve közülük. A három túlélőt kihajtották a pince elé és ott lőtték le. Testüket egy felgyújtott istállóba húzták be. Néhány idős embert a saját házába zártak, majd rágyújtották. Azok a horvátok akiknek sikerült elmenekülni a mészárlás elől a falun kívül a bokrok között várták be az éjszakát, majd Perušićon találtak menedéket. A horvát hadsereg 1995. augusztus 6-án a "Vihar" hadművelet során foglalta vissza a települést. Az áldozatok, szám szerint 40 lakos emlékére emlékművet emeltek, melyet Petar Dolić akadémiai szobrászművész készített. Ezért a háborús bűntettért 1994-ben hét szerbet ítéltek el, akik még 2006-ban is szabadlábon voltak. Több áldozatot találtak a környező barlangokban is, legtöbbjüket a širokakulai plébániához tartozó területen levő Golubnjači I és II. barlangokban, ahol szintén emlékművet állítottak tiszteletükre. 16 személyt pedig még mindig nem találtak meg. A falunak 2011-ben már csak 120 lakosa volt.

## Lakosság
| Lakosság változása | Lakosság változása | Lakosság változása | Lakosság változása | Lakosság változása | Lakosság változása | Lakosság változása | Lakosság változása | Lakosság változása | Lakosság változása | Lakosság változása | Lakosság változása | Lakosság változása | Lakosság változása | Lakosság változása | Lakosság változása |
| ------------------ | ------------------ | ------------------ | ------------------ | ------------------ | ------------------ | ------------------ | ------------------ | ------------------ | ------------------ | ------------------ | ------------------ | ------------------ | ------------------ | ------------------ | ------------------ |
| 1857               | 1869               | 1880               | 1890               | 1900               | 1910               | 1921               | 1931               | 1948               | 1953               | 1961               | 1971               | 1981               | 1991               | 2001               | 2011               |
| 2.312              | 2.757              | 2.654              | 2.769              | 3.225              | 3.050              | 3.054              | 2.691              | 957                | 932                | 1.035              | 896                | 658                | 553                | 130                | 120                |

## Fordítás
- Ez a szakasz részben vagy egészben  a    Pokolj u Širokoj Kuli 13. listopada 1991. című horvát Wikipédia-szócikk ezen változatának fordításán alapul.  Az eredeti cikk szerkesztőit annak laptörténete sorolja fel. Ez a jelzés csupán a megfogalmazás eredetét és a szerzői jogokat jelzi, nem szolgál a cikkben szereplő információk forrásmegjelöléseként.

## Nevezetességei
- Szent Mátyás apostol tiszteletére szentelt plébániatemploma 1734-benépült, 1942-ben felgyújtották, 1945-ben teljesen lebontották. 1997-ben alapjait kiásták és teljesen újjáépítették. Az építés még mindig nem fejeződött be teljesen. A templom mellé emlékművet állítottak az 1942-es és az 1991-es szerb mészárlások áldozatainak.
- Široki Toranj középkori várának maradványai.